# Daimler-Benz DB 605
A Daimer-Benz DB 605 egy német gyártmányú repülőgépmotor volt, amit a második világháború idején gyártottak. A típus a legtöbb korabeli repülőgépmotorhoz hasonlóan 12 hengeres volt, fordított-V (függő-V) hengerelrendezéssel.

## Az alapverzió: DB 605 A
A hengerek lökethossza 160 mm, furata 154 mm volt, ami révén a 12 henger összesített lökettérfogata 35.7 liter volt. Az alapverzió teljesítménye 1475 lóerő volt, ami a motor 2800/perc fordulatszámon adott le. A típus a legtöbb korabeli német repülőgépmotorhoz hasonlóan közvetlen befecskendezéses volt.
A Messerschmitt 109-es fő verziója 1942-től a G volt, amit a DB 605 repülőgépmotor hajtott meg.

## Karbantartás
A típus és a többi korabeli Daimler-Benz repülőgépmotor egyik jellegzetes technikai jellemzője volt, hogy fordított-V (függő-V) hengerelrendezésűek voltak. Ennek az volt az egyik fő előnye, hogy elősegítette a karbantartást, mivel így a motor karbantartás-igényesebb részei könnyebben hozzáférhetőek voltak.
A Luftwaffe egyik technikai filozófiája volt, hogy a repülőgépek (és motorjaik) előretolt repterekről, egyszerű technikai háttérrel szervizelhetőek legyenek. Ez által a Luftwaffe alakulatai szorosan követhették az előrenyomuló szárazföldi erőket.
A komolyabb karbantartási műveleteket, például a felújításokat általában nem a katonai repülőtereken, hanem az erre szakosodott beszállítóknál oldották meg. A repülőtereken a mindennapi üzemeltetési problémákkal foglalkoztak elsősorban.
A német motorokra jellemző volt, hogy általában gyorsan cserélhetőek voltak, ami segítette a repülőgépek üzemeltetését.

## A lökettérfogat növelése
A DB 605 a korábbi 601-esen alapult, amihez képest megnövelték a furatot: a furat 150 mm-ről 154 mm-re nőtt, ami a lökettérfogatot 33.9 literről 35.7 literre növelte.
A lökettérfogat megnöveléséhez nem volt szükséges a motort teljesen újra tervezni (bár ezzel nem minden forrás ért egyet). A lökettérfogathoz a típus kifejlesztéséhez alapként használt DB 601 blokkját fúrták fel. Ez által úgy nőtt a lökettérfogat, hogy a lökettérfogat növelése nem növelte a motor külső dimenzióit.

## Fejlesztés: szelepösszenyitás
Az egyik fejlesztés, ami lehetővé tette a Daimler-Benz repülőgépmotorok teljesítményének a növelését a világháború folyamán, a szelepösszenyitás volt. A szelepösszenyitás alapvetően azt jelentette, hogy a szívó- és a kipufogó-szelepek egyszerre voltak nyitva. Ez megnövelte a hengereken átáramló levegő mennyiségét. Ez által kevesebb égéstermék maradt vissza a henger korábbi ciklusából, ami növelte a teljesítményt, mivel nőtt a volumetrikus hatásfok.
A DB-motorokon ezt azért lehetett meglépni, mivel közvetlen befecskendezésesek voltak. Egy karburátoros motor esetén ez a megoldás súlyos problémákat okozott volna (nagyon megnőtt volna az üzemanyag-fogyasztás).

## A Daimler-Benz repülőgépmotorok feltöltőinek elhelyezése
A világháborús német Daimler-Benz repülőgépmotorok mechanikus-feltöltőinek a többi korabeli repülőgépmotorhoz képest volt egy jellegzetes tulajdonságuk, mégpedig az elhelyezésük. A legtöbb korabeli repülőgépmotoron a feltöltő-rendszert a blokk mögé helyezték, és annak a tengelye párhuzamos volt a motor főtengelyével.
Ezzel szemben a korabeli Daimler-Benz repülőgépmotorokon a motorok kompresszorai nem párhozamosak voltak a motorok tengelyével, hanem azokra merőlegesek voltak vagyis oldalirányba néztek.
A fellelhető források szerint ennek a legfőbb előnye az volt, hogy ez által a feltöltő-rendszerbe  jutó levegő nem 180 fokot, hanem csak 90 fokot fordult, ami kevesebb áramlástani veszteséget jelentett.
Egy további előnye a motor oldalára helyezett kompresszornak az volt, hogy lehetővé tette a légcsavarkúpon keresztül tüzelő fegyverek beépítését, mivel nem volt az útban.
Az előbbiek mellett az motor oldalára helyezett kompresszor valószínűleg csökkentette a motor hosszát ahhoz a helyzethez képest, hogyha a kompresszort a blokk végére rakták volna. Ez által a nagyobb lökettérfogat ellenére a DB 605 nem volt hosszabb, mint a Rolls-Royce Merlin késői változatai.

## A DB 605 AS
Mivel az amerikai légierő egyre több támadást intézett német célpontok ellen 1943 folyamán, ezért szükség volt ehhez igazítani a német Luftwaffe repülőgépeit. Az egyik probléma az amerikai támadásokkal az volt, hogy viszonylag magasan, 8000 ezer méter felett repültek be a német légtérbe. Ezért szükség volt arra, hogy a német repülőgépmotorokat gyorsan ehhez igazítsák. Erre volt egy megoldás a DB 605 AS repülőgépmotor.
A probléma az volt a DB 605 alapverziójával, hogy azzal a maximális sebességét a 109-es 6600 méteres magasságban érte el. Ez azt jelentette, hogy ahogyan a 109-es tovább emelkedett, úgy már veszített sebességéből.
A DB 605 AS erre a problémára volt egy szükségmegoldás. A fejlesztés gyakorlatilag abból állt, hogy átvették a DB 603 repülőgépmotor nagyobb teljesítményű centrifugálkompresszorát és a DB 605-re illesztették.
Az új verzióval a 109-es már 8300 méteres repülési magasságon érte el a csúcssebességét, vagyis olyan magasságban, amilyen magasan az amerikai bombázók támadtak. Ezért 1944-ben ez a motor volt leginkább alkalmas arra, hogy az amerikai légitámadások ellen felvegyék a harcot.
Ez a fejlesztés valószínűleg nem a tökéletes megoldás volt, de meglévő komponensekből (DB 605 motor + DB 603 kompresszor) összerakható volt. A motor új verziója 1944 elején került ki alkalmazásba és több ezret gyártottak belőle.